# Catena degli ossicini
La cosiddetta catena degli ossicini è un insieme di tre piccole ossa (nell'ordine martello, incudine e staffa), articolate tra loro tramite diartrosi e mantenute in posizione da legamenti. È contenuta nel cavo timpanico (parte dell'orecchio medio) e stabilisce un contatto tra la membrana timpanica e la finestra ovale, permettendo la trasmissione delle vibrazioni sonore dall'esterno all'orecchio interno.
Gli ossicini sono le tre ossa più piccole del corpo umano.

La catena degli ossicini formata dal martello (malleus), incudine (incus) e staffa (stapes)

## Etimologia
Il termine "ossicini" risale al 1570 circa e deriva dal latino ossiculum, diminutivo di os "osso" (genitivo: ossis).(c.c.) Il martello prende il nome dal latino malleus ("martello"), l'incudine deriva il suo nome dal latino incus ("incudine") da incudere ovvero "battere con un martello", e la staffa deriva dal latino moderno stapes, probabilmente un'alterazione del tardo latino stapia ovvero "stare in piedi", così chiamata perché l'osso è a forma di staffa - questa è un neologismo del latino moderno: il termine non esisteva nella fase classica della lingua in quanto gli antichi non usavano le staffe.

## Anatomia funzionale
Gli ossicini sono, in ordine dal timpano all'orecchio interno (dall'esterno all'interno del cranio), il martello, l'incudine e la staffa.
- Il martello si articola con l'incudine ed è attaccato alla membrana timpanica che trasmette il moto alla catena degli ossicini.
- L'incudine è collegata ad entrambi gli altri ossicini.
- La staffa è articolata con l'incudine ed è collegata alla membrana della finestra ovale, l'apertura ellittica od ovale esistente fra l'orecchio medio ed il vestibolo dell'orecchio interno.

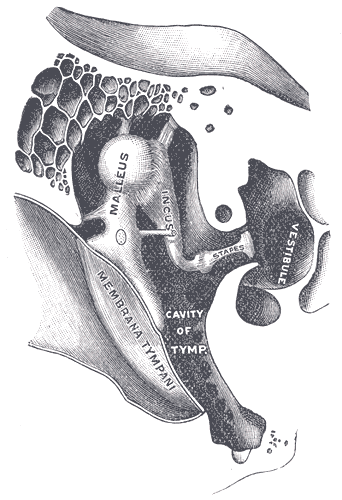
Riproduzione di tavola litografica dall'Anatomia di Gray.

Quando le onde sonore fanno vibrare la membrana timpanica (timpano), questa mette in movimento il manico del martello, a cui è solidamente legata; la testa del martello conseguentemente vibra a sua volta, trasmettendo il suono agli altri due ossicini. La vibrazione della base della staffa attraverso la finestra ovale mette in movimento la perilinfa del vestibolo e quindi della coclea, causando il movimento delle ciglia delle cellule sensorie qui presenti.
Gli ossicini consentono alle vibrazioni del timpano di trasmettersi senza riduzione di forza alla finestra ovale. Tuttavia, la portata dei movimenti degli ossicini è controllata (e regolata) da alcuni muscoli ad essi connessi (il tensore timpanico e lo stapedio). Il muscolo stapedio, contraendosi, riduce la tensione della membrana timpanica, diminuendo la vibrazione dell'intera catena; il muscolo tensore del timpano ha effetto opposto. Si ritiene che questi muscoli possano contrarsi per smorzare la vibrazione degli ossicini, in modo da proteggere l'orecchio interno da un eccessivo rumore (teoria 1) e che diano una migliore risoluzione di frequenza a frequenze più elevate, riducendo la trasmissione delle basse frequenze (teoria 2) (vedi riflessi acustici). Questi muscoli sono più sviluppati nei pipistrelli e servono a bloccare in uscita le grida dei pipistrelli durante la ecolocalizzazione (SONAR).

## Clinica
La vibrazione della perilinfa vestibolare, dunque la percezione del suono, è causata anche dalla vibrazione dell'aria e delle altre formazioni ossee proprie e circondanti l'orecchio esterno. In questo modo, anche la distruzione della catena degli ossicini non abolisce totalmente la percezione dei suoni, pur determinando grave ipoacusia.
Talvolta le giunzioni tra gli ossicini diventano rigide. Questa condizione, detta otosclerosi, provoca la fusione della staffa con la finestra ovale. Questo condizione riduce l'udito e può essere trattata chirurgicamente.

## Embriologia
Alcuni studi hanno dimostrato che le ossa dell'orecchio negli embrioni di mammiferi sono attaccati alla dentatura, che fa parte della mascella. Questi sono porzioni ossificate di cartilagine - chiamate cartilagine di Meckel - che sono attaccate alla mandibola. Con lo sviluppo dell'embrione, la cartilagine si indurisce per formare delle ossa. Più tardi nello sviluppo, la struttura ossea si distacca dalla mascella e migra verso la zona dell'orecchio interno. La struttura è conosciuta come orecchio medio ed è composta da incudine, staffa, martello e membrana timpanica. Questi corrispondono alle strutture dell'osso quadrato, prearticolare, articolare e angolare della mascella dei rettili. Per questo motivo, i ricercatori ritengono che i mammiferi e rettili hanno un antenato comune.